# Phace
Phace (настоящее имя Флориан Харрес, родился 7 марта) — немецкий музыкальный продюсер, ди-джей и владелец лейбла, проживающий в Гамбурге, Германия. Под влиянием таких групп и артистов, как Kraftwerk, Tangerine Dream, The Prodigy, Photek, Thomas Bangalter, Майлз Дэвис, Optical и Konflict, он известен своим современным, футуристическим и отличным звуковым дизайном и написанием песен. Он записывает музыку как на аналоговом, так и на цифровом оборудовании в своей студии в Гамбурге, Альтона.
Он создает самую разнообразную музыку, в основном драм-н-бейс, а также электро, халфтемпо, бас, бит и техно, а также пишет музыку для фильмов и видеоигр. Он является совладельцем двух звукозаписывающих компаний: Neosignal и NËU, а также выпускался на нескольких других лейблах, включая OWSLA Skrillex, Mau5trap Deadmau5, Kitsuné, Noisia 'Vision' и Division, а также выступал на международных музыкальных фестивалях, таких как EDC, Beyond Wonderland., Let it Roll, UAF, Outlook, Dour, Fusion, Boomtown и т. д.
Он также является частью проекта немецкой электронной группы Neosignal (вместе с Михаэлем Бройнингером/Misanthrop). Они дебютировали со своим электро-аудио-визуальным живым шоу (на основе Ableton Live) в легендарном лондонском ночном клубе Fabric в 2013 году.
В начале своей международной карьеры он был признан «Лучшим барабанным ди-джеем и продюсером Германии» на церемонии вручения наград Future Music Awards в 2006 году. Его дебютный альбом PSYCHO, выпущенный в 2007 году на издательстве Subtitles Music, был признан альбомом месяца в британском журнале Mixmag. К настоящему времени он выпустил 5 полноформатных студийных альбомов и считается новаторской фигурой электронной музыки, ориентированной на бас. Его альбом 2018 года BETWEEN, выпущенный на его собственном лейбле Neosignal Recordings, снова был назван альбомом месяца в журнале Mixmag Magazine в августе 2018 года.
В 2019 году Phace начал выпускать различные совместные работы с другими артистами под баннером LINKED на Neosignal, а в 2020 году выпустил новый сольный EP под названием CAGED на лейбле Noisa — Vision Recordings.

## Дискография

### Альбомы

#### Под псевдонимом Phace
- Psycho (2007)
- From Deep Space (2009)
- Shape The Random (2015)
- Between (2018)

#### Под псевдонимом Neosignal
- Raum und Zeit (2013)

### Синглы и EP

#### Под псевдонимом Phace
- Fraxion (2003)
- Hot Rock / Moore's Law (2005)
- Dead Air (2005)
- Brainwave / Polymers (2005)
- Now & Tomorrow (2005)
- Cavity (2006)
- Confront (2006)
- Homeworld / Outsource (2006)
- Psycho (Album Sampler) (2006)
- Deep Throat (2006)
- Off Center (2007)
- Crocker (2007)
- Love Sex Pain (2007)
- Hot Rock (VIP) / Brainwave (VIP) (2008)
- Strech Pack / Life Goes (2008)
- Animal / Zeitgeist (2008)
- Sculptured / Frozen (2008)
- Cold Champagne / Astral Projection (2008)
- Mammoth / Sore Point (2009)
- Alive (2008)
- Fortune / Hyzer (2008)
- CCTV (2009)
- Desert Orgy / Stagger (2010)
- Absurd (2010)
- Energie EP Part I + II + III (2011)
- Lightyears Apart (2011)
- Program (2011)
- Basic Memory (2011)
- Stresstest (2012)
- Progression / Système Mécanique (2012)
- Motor EP Part I + II (2013)
- Vitreous EP (2013)
- Sex Sells (2014)
- Impuls(2014)
- Phace And Friends EP (2015)
- Shape The Random / Album Sampler Part I+ II (2015)
- So Excited / Lit Up (2016)
- Plastic Acid (2017)
- Wastemen (2017)
- Consonance / Locust (2018)
- FMS (2018)
- Das Techno (2018)
- Downgrade (2018)
- Isolated (2018)
- Deep Down (with Noisia) (2018)
- Ruhstoerung / Nervenkitzel (with Mefjus) (2019)
- Non-responsive (with Noisia) (2019)
- For Good / Oh dear (with Subtension) (2020)
- Caged (2020)

#### Под псевдонимом Neosignal
- Planet Online (2013)
- Sequenz (2013)
- 1000 Volt (2014)
- Space Gsus (2014)

### Другое
- Blacksmoker (2004)
- Teufelswerk (2011)

### Ремиксы

#### Под псевдонимом Phace
- Cyb Org - Final Transmission (2005)
- Cern - Satellites (2008)
- Proktah - Labyrinth (2007)
- Cause 4 Concern - Phatcap (2008)
- The Green Man - Berlin (2009)
- Hadouken! - M.A.D. (2009)
- Jade - Cryptic (2009)
- Panic Girl - Burn And Rise (2011)
- Pilotpriest - Bodydouble (2011)
- Black Sun Empire - B'Negative (2013)
- Rawtekk - Photone Recruits (2014)
- I Am Legion - Warp Speed Thuggin' (2014)
- Icicle - Dreadnaught (2015)
- Program VIP (2016)
- Noisia - Miniatures (2017)
- Culprate - Helter (2020)

#### Под псевдонимом Neosignal
- Rockwell - Childhood Memories (2012)
- Noisia - Stigma (2012)
- Koan Sound - Eastern Thug (2012)
- Beataucue - Aeropolis (2013)
- Le Castle Vania - Prophication Remixes (2014)